# David de Gea
David de Gea Quintana (ur. 7 listopada 1990 w Madrycie) – hiszpański piłkarz, występujący na pozycji bramkarza. W latach 2014-2021 reprezentant Hiszpanii. Uczestnik Mistrzostw Świata 2014 i 2018 oraz Mistrzostw Europy 2016 i 2021.

## Kariera klubowa

### Atlético Madryt
David De Gea dołączył do Atlético Madryt w wieku 13  lat. W 2008 kiedy miał 17 lat podpisał profesjonalny kontrakt. Kontrakt zakładał, że w 2011 dołączy do pierwszej drużyny rojblancos. Sezon spędził w Atlético Madryt B. W lecie 2009 miał być wypożyczony do Numancii albo do Queens Park Rangers. De Gea odrzucił propozycję i za karę musiał trenować sam. Kilka tygodni później ówczesny trener pierwszej drużyny Atletico Abel Resino zauważył, że De Gea musi trenować sam i zaprosił go do treningów z pierwszą drużyną. Stał się tam trzecim bramkarzem. Tego samego lata De Gea odrzucił ofertę transferu do Wigan Athletic. W Atlético zadebiutował 18 września 2009 w meczu z Ligi Mistrzów UEFA z FC Porto zmieniając Roberto w 27. minucie meczu. Atlético przegrało 0:2. Dzięki kontuzji Roberto De Gea pierwszy raz wystąpił w Primera División. Jego pierwszym przeciwnikiem był Real Saragossa i Atletico wygrało 2-1. Warto wspomnieć, że w tym meczu De Gea obronił karnego. Występy w zespole z Estadio Vicente Calderón określił jako „marzenie z dzieciństwa”. W styczniu 2010 roku media postrzegały go jako następcę Edwina van der Sara w Manchesterze United. Van der Sar miał przejść na emeryturę w styczniu. Odpowiedzią Atlético było przedłużenie kontraktu z De Geą do 2013. Po kilku błędach Sergio Asenjo i przybyciu Quique Floresa w sezonie 2009/2010 De Gea stał się „numerem jeden” w bramce Atletico. Wygrał dwie nagrody zawodnika meczu, zagrał w 8 spotkaniach w zwycięskiej kampanii w Lidze Europy UEFA w tym w finale z Fulham wygranym przez Atletico 2-1. Atlético w La Liga zajęło 7. miejsce.

### Manchester United
Przez cały sezon 2010/2011 mówiło się o De Gei jako następcy van der Sara w United. Sir Alex Ferguson początkowo twierdził, że United nie jest zainteresowane De Geą, ale 27 czerwca ogłoszono transfer Davida De Gei do Manchesteru United za 20 mln euro. Dojrzewając piłkarsko był porównywany do Petera Schmeichela albo do Edwina van der Sara (kibice nazywali go "van der Gea").
W United zadebiutował w meczu o Tarczę Wspólnoty, który odbył się 7 sierpnia 2011. United wygrało 3:2 z Manchesterem City. W lidze zadebiutował w wygranym 2:1 meczu z West Bromwich Albion. Po tym meczu Alex Ferguson powiedział, że de Gea jest w trakcie nauki. De Gea zachował pierwsze czyste konto w meczu z Tottenhamem Hotspur wygranym 3:0. Uczestniczył również w meczu z Manchesterem City, który United przegrało 1:6. W pierwszym sezonie w zespole z Old Trafford wystąpił 35 spotkaniach we wszystkich rozgrywkach. Później De Gea przyzna, że myślał o odejściu po pierwszym sezonie.
W pierwszym meczu w sezonie 2012/2013 United przegrał z Evertonem 0:1. Podczas sezonu De Gea był krytykowany i Sir Alex Ferguson powiedział, że ci co krytykują de Geę to głupcami. 13 lutego Manchester United z De Geą w bramce zremisował 1:1 z Realem Madryt w 1/8 finału Ligi Mistrzów UEFA. Po meczu media zaczęły nazywać de Geę „wielkim bohaterem”. de Gea na koniec sezonu został wybrany do Drużyny Roku Ligi Angielskiej. Sezon w lidze angielskiej De Gea zakończył z 28 występami, z czego w 11 nie stracił ani jednej bramki, a stracił ich 26. Manchester United w tym sezonie zdobył mistrzostwo Anglii.
Sezon 2013/2014 De Gea rozpoczął od czystego konta w wygranym 2:0 meczu o Tarczę Wspólnoty z Wigan Athletic. 1 grudnia 2012 wystąpił setny raz w barwach United. To wydarzenie miało miejsce w zremisowanym 2:2 meczu z Tottenhamem. Dobre występy De Gei w całym sezonie poskutkowały nadaniem przez swój klub tytułu „Piłkarza Roku” „Piłkarz Roku wybierany przez piłkarzy”. Ten sezon United zakończył na 7. miejscu i nie zakwalifikował się do rozgrywek europejskich
W sezonie 2014/2015 De Gea pomógł wygrać mecz z Evertonem. W pierwszym meczu, w którym zespół prowadził Louis van Gaal, United wygrał 2:1, a De Gea został wybrany zawodnikiem meczu. Po obronieniu karnego wykonywanego przez Baines’a stał się pierwszym bramkarzem historii, który obronił wszystkie karne jakie były podyktowane w meczach z jego udziałem (tylko w lidze angielskiej). Po ważnych interwencjach w meczach z Evertonem, Chelsea i West Bromem został ogłoszony Piłkarzem Listopada Manchesteru United. Pod koniec sezonu De Gea został nominowany do nagrody Piłkarza Sezonu w Lidze Angielskiej i Młodego Piłkarza Sezonu Ligi Angielskiej, ale ostatecznie przegrał z Harrym Kanem i Edenem Hazardem. 26 kwietnia został bramkarzem w Jedenastce Roku Ligi Angielskiej i wygrał nagrodę dla Piłkarza Sezonu wybieranego przez piłkarzy Manchesteru United. Jego obrona w meczu z Evertonem została ogłoszona Interwencją Sezonu Ligi Angielskiej.
7 sierpnia 2015 na początku sezonu 2015/2016 Louis van Gall potwierdził, De Gea nie wystąpi w meczu z Tottenhamem ze względu niepewnej przyszłości w klubie. W tym czasie chciał go zakupić Real Madryt. 31 sierpnia w ostatni dzień okna transferowego osiągnięto porozumienie w sprawie De Gei. Transakcja jednak upadła, bo któryś z klubów nie wykonał pracy papierowej na czas. 11 września 2015 De Gea podpisał nowy kontrakt z United, który obowiązywał do 2019.

## Kariera reprezentacyjna
W 2007 wraz z reprezentacją Hiszpanii do lat 17 de Gea zdobył złoty medal na Mistrzostwach Europy U-17 oraz srebrny medal na Mistrzostwach świata U-17. W pierwszej reprezentacji zadebiutował 8 czerwca 2014 w wygranym 2:0 meczu z Salwadorem.

## Życie prywatne
Jest żonaty z hiszpańską piosenkarką Edurne. 4 marca 2021 parze urodziło się pierwsze dziecko, córka Yanay. David jest właścicielem organizacji e-sportowej Rebels Gaming biorącej udział w rozgrywkach ligi hiszpańskiej League of Legends (LVP SL) oraz Rainbow Six Siege. 

## Statystyki klubowe
(aktualne na 1 lipca 2023)
| Klub               | Sezon              | Liga               | Liga  | Liga   | Puchar kraju | Puchar kraju | Puchar ligi | Puchar ligi | Europa | Europa | Inne  | Inne   | Suma  | Suma   |
| Klub               | Sezon              | Liga               | Mecze | Bramki | Mecze        | Bramki       | Mecze       | Bramki      | Mecze  | Bramki | Mecze | Bramki | Mecze | Bramki |
| ------------------ | ------------------ | ------------------ | ----- | ------ | ------------ | ------------ | ----------- | ----------- | ------ | ------ | ----- | ------ | ----- | ------ |
| Atlético Madryt B  | 2008/09            | Segunda División B | 35    | 0      | –            | –            | –           | –           | –      | –      | –     | –      | 35    | 0      |
| Atlético Madryt    | 2009/10            | Primera División   | 19    | 0      | 7            | 0            | –           | –           | 9      | 0      | –     | –      | 35    | 0      |
| Atlético Madryt    | 2010/11            | Primera División   | 38    | 0      | 5            | 0            | –           | –           | 5      | 0      | 1     | 0      | 49    | 0      |
| Manchester United  | 2011/12            | Premier League     | 29    | 0      | 1            | 0            | 0           | 0           | 8      | 0      | 1     | 0      | 39    | 0      |
| Manchester United  | 2012/13            | Premier League     | 28    | 0      | 5            | 0            | 1           | 0           | 7      | 0      | –     | –      | 41    | 0      |
| Manchester United  | 2013/14            | Premier League     | 37    | 0      | 0            | 0            | 4           | 0           | 10     | 0      | 1     | 0      | 52    | 0      |
| Manchester United  | 2014/15            | Premier League     | 37    | 0      | 5            | 0            | 1           | 0           | –      | –      | –     | –      | 43    | 0      |
| Manchester United  | 2015/16            | Premier League     | 34    | 0      | 6            | 0            | 1           | 0           | 8      | 0      | –     | –      | 49    | 0      |
| Manchester United  | 2016/17            | Premier League     | 35    | 0      | 1            | 0            | 5           | 0           | 3      | 0      | 1     | 0      | 45    | 0      |
| Manchester United  | 2017/18            | Premier League     | 37    | 0      | 2            | 0            | 0           | 0           | 6      | 0      | 1     | 0      | 46    | 0      |
| Manchester United  | 2018/19            | Premier League     | 38    | 0      | 0            | 0            | 0           | 0           | 9      | 0      | –     | –      | 47    | 0      |
| Manchester United  | 2019/20            | Premier League     | 38    | 0      | 1            | 0            | 2           | 0           | 2      | 0      | –     | –      | 43    | 0      |
| Manchester United  | 2020/21            | Premier League     | 26    | 0      | 0            | 0            | 0           | 0           | 10     | 0      | –     | –      | 36    | 0      |
| Manchester United  | 2021/22            | Premier League     | 38    | 0      | 1            | 0            | 0           | 0           | 7      | 0      | –     | –      | 46    | 0      |
| Manchester United  | 2022/23            | Premier League     | 38    | 0      | 6            | 0            | 2           | 0           | 12     | 0      | –     | –      | 58    | 0      |
| Ogólnie w karierze | Ogólnie w karierze | Ogólnie w karierze | 507   | 0      | 40           | 0            | 16          | 0           | 96     | 0      | 5     | 0      | 664   | 0      |

## Sukcesy

### Klub
Atlético Madryt
- Liga Europy: 2009/10
- Superpuchar Europy: 2010

Manchester United
- Tarcza Wspólnoty: 2011, 2013, 2016
- Mistrzostwo Anglii 2012/13
- Puchar Anglii: 2015/2016
- Puchar Ligi: 2016/2017, 2022/2023
- Liga Europy: 2016/17

### Reprezentacja
Hiszpania U-17
- Mistrzostwa Europy U-17: 2007 – złoty medal

Hiszpania U-21
- Mistrzostwa Europy U-21: 2011 – złoty medal
- Mistrzostwa Europy U-21: 2013 – złoty medal

### Indywidualne
- Mistrzostwa Europy U-21 Drużyna turnieju: 2011, 2013
- Premier League Drużyna sezonu: 2012/2013, 2014/2015, 2015/2016, 2016/2017, 2017/2018
- Sir Matt Busby Player of the Year: 2013/2014, 2014/2015, 2015/2016, 2017/2018
- Manchester United Gracz roku: 2013/2014, 2014/2015, 2017/2018
- Liga Europy Drużyna sezonu: 2015/2016
- Złota rękawica Premier League: 2017/2018
- Złota rękawica Premier League 2022/2023